# Atomosphyrus tristiculus
Atomosphyrus tristiculus är en spindelart som beskrevs av Simon 1902. Atomosphyrus tristiculus ingår i släktet Atomosphyrus och familjen hoppspindlar. Inga underarter finns listade.